# Llengües mixteques
Les llengües mixteques són una subfamília de les llengües otomang del centre i sud-est de Mèxic, parlades en els estats de Mèxic, Puebla, Guerrero i Oaxaca. Des del punt de vista lingüístic aquest grup inclou tant al mixteca, com al cuicatec, com al triqui i probablement també l'amuzgo.

## Descripció

### Fonologia
El proto-mixteca va ser reconstruït inicialment per Longacre (1957) l'inventari consonàntic reconstruït ve donat per:
|            | Bilabial | Bilabial | Dental | Dental | Palatal | Palatal | Velar | Velar | Labiovelar | Labiovelar | Glotal | Glotal |
| ---------- | -------- | -------- | ------ | ------ | ------- | ------- | ----- | ----- | ---------- | ---------- | ------ | ------ |
| Nasal      | *m       | *m       | *n     | *n     | *ñ      | *ñ      |       |       |            |            |        |        |
| Oclusiva   |          |          | *t     | *d     |         |         | *k    | *g    | *kʷ        | *gʷ        | *ʔ     | *ʔ     |
| Fricativa  |          |          | *θ     | *θ     |         |         | *x    | *x    | *xʷ        | *xʷ        |        |        |
| Aproximant |          |          | *l     | *l     | *y      | *y      |       |       | *w         | *w         |        |        |

### Comparació lèxica
Els numerals següents mostren les diferències entre les llengües mixteques i la divergència entre elles:
| GLOSA    | Llengües mixteques | Llengües mixteques | Llengües mixteques | Llengües mixteques | Llengües mixteques | Llengües mixteques | Llengües mixteques | Triqui  | Amuzgo     | Amuzgo   | PROTO- MIXTECA |
| GLOSA    | Amoltepec          | S. Lucía           | S. Tlaxiaco        | Mixtepec           | Metlatónoc         | N. Tlaxiaco        | Peñasco            | Copala  | Guerrero   | S. Pedro | PROTO- MIXTECA |
| -------- | ------------------ | ------------------ | ------------------ | ------------------ | ------------------ | ------------------ | ------------------ | ------- | ---------- | -------- | -------------- |
| 'un'     | ĩ ĩ²               | ĩ`ː                | ɨ3ɨn3              | ĩ ĩ                | ĩː                 | ĩ´ĩ´               | ʔī̃̄ĩ̄                | ʔɔ²     | kwi²       | nkwi⁵    |                |
| 'dos'    | uu²                | ūː                 | u3wiʔ4             | ùvì                | ùvì                | úù                 | ʔūù                | wih¹    | we4        | we¹      | *wi            |
| 'tres'   | u²ni²              | ūnì                | u3niʔ4             | ùnì                | ùnì                | ũ´nĩ̀               | ʔũ̄nĩ̀               | waʔnũh¹ | ndʲeː53    | n¹dʲe³   | *ʔni           |
| 'quatre' | ku²mi21            | kṹũ̄                | ku4miʔ4            | kùmǐ               | kùmí               | kũ´ũ̀               | kũ̄ũ̀                | kɜ̃ʔɜ̃h¹³ | ɲe4kieː53  | ɲe¹nke³  | *kʲũ (?)       |
| 'cinc'   | ũ²ʔũ²              | ũ ̀ʔũ ̀              | uʔ3unʔ4            | ũ ̀ʔũ ̀              | ũ ̀ʔũ ̀              | ũ´ʔũ`              | ʔũ̄ʔũ̀               | ʔũʔ¹    | ʔom4       | ʔon¹     | *ʔom           |
| 'sis'    | i²ɲu²              | ìɲù                | i4ɲuʔ4             | ìɲù                | ìɲù                | ĩ´yũ`              | ʔĩ̄ɲù               | watɜ̃ʔ¹  | yom4       | yon¹     | *ñu (?)        |
| 'set'    | u²ʦa²              | ūhʲà               | u3ʃaʔ4             | ùʦà                | ùhà                | úhà                | ʔūxɑ̀               | ʧih²    | ntʲ4kieːʔ3 | n¹tʲkeʔ³ | *kʲaʔ (?)      |
| 'vuit'   | u²ɲa²              | ūná                | u4naʔ4             | ùnà                | ùnà                | ũ´nã̀               | ʔũ̄nɑ̃̀               | tũh²    | ɲẽː52      | n¹ɲe³    | *ña            |
| 'nou'    | ĩ¹ĩ¹               | ĩ ̄ː                | ɨ4ɨnʔ4             | ĩ `ĩ `             | ĩ ĩ`               | ĩ´ĩ`               | ʔĩ̄ì                | ũː²     | ɲʲẽː52     | n¹ɲhe³   | ʔɨ̃             |
| 'deu'    | u²ʦi²              | ūhì                | u4xiʔ4             | ùʦì                | ùhì                | úʃì                | ʔūʂì               | ʧiʔ²    | ki4        | nki¹     | *ki            |

En la taula anterior els nombres denoten tons, un nombre solament és un to de nivell i dos nombres junts un to de contorn (els nivells van del més alt "1" al més sota "3" o "4"). Per a les llengües mixteques també s'han emprat diacrítics sobre les vocals per marcar els tons. En general la taula usa l'Alfabet Fonètic Internacional com a transcripció amb dues excepcions: /y/ = AFI //j/ i /ñ/ = AFI //ɲ/.